# Boogie Nights (Like An Eagle)
Boogie Nights (Like An Eagle) – trzydziesty czwarty singel oraz utwór niemieckiego DJ-a i producenta - Tomcrafta, który ukazał się w Niemczech 11 marca 2008 (wydanie 12"). Na singel składa się tylko utwór tytułowy w dwóch wersjach.